# Qingzhou (socken)
Qingzhou (kinesiska: 青州乡, 青州) är en socken i Kina. Den ligger i provinsen Sichuan, i den sydvästra delen av landet, omkring 100 kilometer söder om provinshuvudstaden Chengdu. Antalet invånare är 8 636. Befolkningen består av 4 285 kvinnor och 4 351 män. Barn under 15 år utgör 9,0 %, vuxna 15-64 år 77 %, och äldre över 65 år 12,0 %.
Genomsnittlig årsnederbörd är 1 512 millimeter. Den regnigaste månaden är juli, med i genomsnitt 367 mm nederbörd, och den torraste är januari, med 14 mm nederbörd.